# Grundtal
 For alternative betydninger, se Grundtal (flertydig). (Se også artikler, som begynder med Grundtal)
Et grundtal, base eller radix er det tal, som ligger til grund for et talsystem.
I det binære talsystem (to-talssystemet) er grundtallet således to, mens ti-talssystemet har grundtallet ti.
| Matematik | Spire Denne artikel om matematik er en spire som bør udbygges. Du er velkommen til at hjælpe Wikipedia ved at udvide den. |